# 67 (zespół muzyczny)
67 – angielski zespół muzyczny założony w dzielnicy południowego Londynu, Brixton, w 2014 roku, wykonujący muzykę drill. Rozgłos dała im piosenka Lets Lurk z 2016 r. Grupa została oznaczona przez brytyjską policję jako gang.

## Historia
67 rozpoczęło działalność muzyczną w 2014 roku w Brixton w Londynie przez członków ulicznego gangu. W 2016 roku wydali singiel Lets Lurk z gościnnym udziałem Giggsa, który na liście UK Singles Chart osiągnął 66. miejsce. Rok później podkład muzyczny z tego kawałka został użyty przez komika Michaela Dapaaha w kawałku Man's Not Hot, co spotkało się z krytyką ze strony członka zespołu, Dimzy'ego.
W grudniu 2018 r. członek 67, LD, był supportem Skepty podczas koncertu w warszawskiej Progresji.
Polski raper Żabson dwukrotnie współpracował z członkami 67. Ich pierwszą wspólną piosenką był "Szrot" na albumie Żabsona "Internaziomal", gościnnie pojawił się na niej Monkey. W 2021 Żabson pojawił się na remixie piosenki LD zatytułowanej "Rich Porter". Była to jedna z piosenek z projektu "Brexit remixes", w ramach którego raperzy z kilku krajów Unii Europejskiej pojawiali się na remixach tego utworu.

## Kwestie prawne
W 2014 roku Scribz otrzymał dwuletni prawny zakaz na tworzenie muzyki i występowanie na scenie. W 2016 roku trafił do więzienia za posiadanie przy sobie noża. Formacja została zakwalifikowana przez policję jako gang, co doprowadziło do anulowania ich pierwszej trasy koncertowej po Wielkiej Brytanii. W lipcu 2018 r. Dimzy wydał list otwarty, w którym oskarżył media i policję o robienie z twórców drillu (w tym 67) kozłów ofiarnych w sprawie wzmożonej ilości brutalnych przestępstw w Londynie.

## Członkowie

### Obecni członkowie
- LD (wcześniej znany jako Scribz) (Cassiel Wuta-Offei – ur. 9 kwietnia 1992)
- Dimzy (Steve Mubama – ur. 21 maja 1993)
- Monkey (Lloyd Acheampong – ur. 23 maja 1994)
- Liquez (Melique Garraway – ur. 29 września 1996)
- A.S.A.P (Maliki Martin – ur. 24 kwietnia 1995)
- SJ[15]
- AK[16]

- Silent[15]
- Dopesmoke[15]
- ST[17]
- Itch[17]
- R6[17][18]
- Y.SJ[19]
- PR SAD[20]
- Rocko[21]

## Dyskografia

### Mixtape'y
- 67 The Mixtape (2015)
- In Skengs We Trust (2015)
- Lets Lurk (2016)
- Glorious Twelfth (2017)
- The 6 (2018)